# Friedrich Kölmel
Friedrich Kölmel (* 1. Oktober 1862 in Radolfzell am Bodensee; † 5. Januar 1926 in Baden-Baden) war ein deutscher Mathematiker.

## Leben
Friedrich Kölmel studierte von 1881 bis 1883 Mathematik an der TH Karlsruhe, 1884 an der Universität München und 1885 und 1886 an der Universität Tübingen. In Karlsruhe wurde er Mitglied der Burschenschaft Germania (heute Teutonia). In Tübingen promovierte er 1886 zum Dr. rer. nat. Er wurde zum Professor für Mathematik und Physik ernannt und war an den Höheren Schulen in Müllheim, Ettenheim, Mosbach und Baden-Baden im Dienst.
Neben dem Lehrberuf war Kölmel auch in der Forschung tätig mit zahlreichen Veröffentlichungen. Seit 1899 war er Referent über das Programm mathematischen und naturwissenschaftlichen Inhalts der Badischen Mittelschulen für J.C.V Hoffmanns Zeitschrift für den mathematischen und naturwissenschaftlichen Unterricht. Ebenfalls veröffentlichte er im Archiv der Mathematik und Physik und im Jahresbericht der Deutschen Mathematiker-Vereinigung.